# City’us Târgu Mureș
City’us Târgu Mureș – rumuński klub futsalowy z siedzibą w Târgu Mureș, obecnie występuje w Liga I (najwyższa klasa rozgrywkowa w Rumunii).

## Sukcesy
Źródła:
- Mistrzostwo Rumunii (4): 2010, 2011, 2012, 2013
- Puchar Rumunii (6): 2008, 2009, 2010, 2011, 2012, 2013
- Superpuchar Rumunii: 2010